# Jean-Marie Tjibaou
Jean-Marie Tjibaou (30 de enero de 1936 - 4 de mayo de 1989) fue un político neocaledonio y líder del movimiento independentista canaco. Hijo de un jefe tribal, Tjibaou fue ordenado sacerdote católico pero abandonó su vocación religiosa por una vida de activismo político.

## Carrera
Durante la década de 1970, realizó una tesis en etnología en la Sorbona. Aunque no completó sus estudios, se involucró en cuestiones culturales y étnicas en Nueva Caledonia. En 1975 organizó el festival Melanesia 2000, que enfatizaba la identidad canaca.
Fue nombrado alcalde de Hienghène en 1977 y, en 1979, consejero territorial del recién formado Frente de Independencia, y jefe del independentista Frente de Liberación Nacional Kanaco y Socialista en 1984.

## Asesinato
El 4 de mayo de 1989 fue asesinado junto con su brazo derecho del FLNKS Yeiwéné Yeiwéné (Yé-Yé) en Ouvéa por Djubelly Wéa. El asesino, que era militante del FULK (Frente Unido de Liberación Canaco) y opuesto a los acuerdos de 1988, murió disparado por los guardaespaldas de Tjibaou después del ataque. Los testigos dijeron que otros pistoleros estuvieron involucrados.

## Honores
El Centro Cultural Jean-Marie Tjibaou, diseñado por el arquitecto italiano Renzo Piano, fue bautizado en su honor.